# Капелинський Ілля Юрійович
Ілля Юрійович Капелинський (нар. 1894 — розстріляний 2 вересня 1937, місто Київ) — радянський діяч, завідувач радянсько-торгового відділу ЦК КП(б)У, член ВУЦВК. Кандидат у члени ЦК КП(б)У з січня 1934 по травень 1937 року.

## Біографія
Член РКП(б) з 1920 року.
Перебував на відповідальній партійній роботі в Харківській області.
З лютого 1933 року — секретар Харківського обласного комітету КП(б)У із постачання.
До 1934 року — завідувач радянсько-торгового відділу Харківського обласного комітету КП(б)У.
У 1934—1937 роках — завідувач радянсько-торгового відділу ЦК КП(б)У.
12 червня 1937 року заарештований органами НКВС. Засуджений Воєнною колегією Верховного суду СРСР 1 вересня 1937 року до страти, розстріляний наступного дня в Києві.
Посмертно реабілітований.